# ウィーアー!
「ウィーアー!」は、きただにひろしの1枚目のシングル。1999年11月20日に日本コロムビアから発売された。

## 概要
きただに初のリリース作品。表題曲「ウィーアー!」は、テレビアニメおよび劇場版『ONE PIECE』のオープニングテーマとして起用された。楽曲制作にあたって「『ONE PIECE』の顔を目指した」と田中公平は語っている。
田中によれば、J-POPなどにおける楽曲制作では先にメロディーを作り、それに歌詞をつける「曲先」が主流であるが、本曲ではまず歌詞コンペが開かれ、そこで採用となった藤林聖子が書いた歌詞に田中がメロディをつけるという順序（詞先）で制作された。なお田中は「詞先」について「大好き」「詞が先だからこそ、その言葉の持つパワーや深みが伝わりやすく、他にどこにもない独自感のある曲が出来る」と評価している。
また、当初は本曲の仮歌をきただにが担当する予定が、田中が関係者に提出をした時にきただにがそのまま本曲を唄うことが決定した。カップリング曲「MUSIC」は、同アニメ挿入歌として使用された。
ジャケットはキャラクターデザイナー小泉昇が手掛けており、表面にはモンキー・D・ルフィ、ロロノア・ゾロ、ナミ、シャンクス、バギーが、裏面にはナミのイラストがそれぞれ描かれている。
2024年3月20日には「LPレコードの日」つながりの企画として、コロムビアからアナログレコード盤(7インチ盤)が完全受注生産でリリースされた。収録曲はCDシングル盤と同様だが、オリジナル・カラオケはカットされている。

## 収録曲
（全作詞：藤林聖子、作曲：田中公平）
1. ウィーアー! [4:00]
歌：きただにひろし
編曲：根岸貴幸
コーラス：斎藤妙子、佐々木久美、河合夕子
  - テレビアニメ『ONE PIECE』初代オープニングテーマ
    - テレビアニメ『ONE PIECE』1000話オープニングテーマ

  - 映画『ONE PIECE』オープニングテーマ
  - PS用ゲームソフト『ONE PIECE グランドバトル!』主題歌
  - PS2/GC用ゲームソフト『ONE PIECE グランドバトル! 3』主題歌
2. MUSIC [4:08]
歌：ナミ（岡村明美）
編曲：岩崎文紀
  - テレビアニメ『ONE PIECE』挿入歌
3. ウィーアー!（オリジナル・カラオケ）
4. MUSIC（オリジナル・カラオケ）

## 楽曲の収録アルバム
| 曲名        | 収録アルバム | 発売日        | 補考                                           |
| ----------- | ------------ | ------------- | ---------------------------------------------- |
| ウィーアー! | R-new        | 2008年8月27日 | 1枚目のオリジナルアルバム                      |
| ウィーアー! | -            | 2024年3月20日 | オリジナルアルバムを元にしたアナログレコード盤 |

### コンピレーション・アルバム
| 曲名        | 収録アルバム                                        | 補考                                                    |
| ----------- | --------------------------------------------------- | ------------------------------------------------------- |
| ウィーアー! | ONE PIECE BEST SONG COLLECTION                      | テレビアニメ『ONE PIECE』のコンピレーション・アルバム。 |
| ウィーアー! | ONE PIECE BEST ALBUM 〜ワンピース主題歌集〜         | テレビアニメ『ONE PIECE』のコンピレーション・アルバム。 |
| ウィーアー! | ONE PIECE BEST ALBUM 〜ワンピース主題歌集〜 Peace.2 | テレビアニメ『ONE PIECE』のコンピレーション・アルバム。 |
| ウィーアー! | ONE PIECE MEMORIAL BEST                             | テレビアニメ『ONE PIECE』のコンピレーション・アルバム。 |
| ウィーアー! | ONE PIECE SUPER BEST                                | テレビアニメ『ONE PIECE』ベストアルバム。               |
| ウィーアー! | ONE PIECE MUSIC&SONG Collection                     | テレビアニメ『ONE PIECE』のサウンドトラック。           |
| ウィーアー! | ONE PIECE MUSIC&SONG Collection 2                   | テレビアニメ『ONE PIECE』のサウンドトラック。           |
| ウィーアー! | ONE PIECE MUSIC&BESTSONG Collection                 | テレビアニメ『ONE PIECE』のサウンドトラック。           |
| ウィーアー! | ONE PIECE 映像音楽完全盤                            | テレビアニメ『ONE PIECE』のサウンドトラック。           |
| ウィーアー! | ONE PIECE SONG Collection                           | テレビアニメ『ONE PIECE』ボーカルアルバム。             |
| MUSIC       | ONE PIECE SONG Collection                           | テレビアニメ『ONE PIECE』ボーカルアルバム。             |
| MUSIC       | ONE PIECE BEST SONG COLLECTION                      | テレビアニメ『ONE PIECE』のコンピレーション・アルバム。 |
| MUSIC       | ONE PIECE MUSIC&SONG Collection                     | テレビアニメ『ONE PIECE』のサウンドトラック。           |
| MUSIC       | ONE PIECE MUSIC&BESTSONG Collection                 | テレビアニメ『ONE PIECE』のサウンドトラック。           |
| MUSIC       | ONE PIECE 映像音楽完全盤                            | テレビアニメ『ONE PIECE』のサウンドトラック。           |

## カバー
| 曲名                                                | アーティスト              | 収録アルバムなど                                                          |
| --------------------------------------------------- | ------------------------- | ------------------------------------------------------------------------- |
| ウィーアー! 〜7人の麦わら海賊団篇〜                 | 7人の麦わら海賊団         | ONE PIECE Character Song Album                                            |
| ウィーアー! 〜7人の麦わら海賊団篇〜                 | 7人の麦わら海賊団         | 7人の麦わら海賊団ライヴ大海戦! ONE PIECE Character Song Album             |
| ウィーアー! 〜7人の麦わら海賊団篇〜                 | 7人の麦わら海賊団         | ONE PIECE キャラソンカーニバル!!                                          |
| ウィーアー! 〜7人の麦わら海賊団篇〜                 | 7人の麦わら海賊団         | ONE PIECE BEST ALBUM 〜ワンピース主題歌集〜                               |
| ウィーアー! 〜7人の麦わら海賊団篇〜                 | 7人の麦わら海賊団         | ONE PIECE BEST ALBUM 〜ワンピース主題歌集〜 Peace.2                       |
| ウィーアー! 〜7人の麦わら海賊団篇〜                 | 7人の麦わら海賊団         | ONE PIECE SUPER BEST                                                      |
| ウィーアー! 〜7人の麦わら海賊団篇〜                 | 7人の麦わら海賊団         | ONE PIECE MEMORIAL BEST                                                   |
| ウィーアー! 〜9人の麦わら海賊団篇〜                 | 9人の麦わら海賊団         | ONE PIECE ブルックスペシャルCD ブルックと麦わら海賊団の音楽会             |
| ウィーアー! 〜アニメーション ワンピース10周年Ver.〜 | 東方神起                  | Share The World/ウィーアー!                                               |
| ウィーアー!                                         | 石田燿子                  | ウルトラアニメユーロビートシリーズ パラパラMAX3                           |
| ウィーアー!                                         | 石田燿子                  | ウルトラアニメユーロビートシリーズ ベストMAX                              |
| ウィーアー! feat.きただにひろし                     | 下川みくに                | Replay! 〜下川みくに 青春アニソンカバー III〜                             |
| ウィーアー!                                         | EIZO Japan                | スーパーアニソン レジェンド オブ'90 Super anime song Legend of the 1990's |
| ウィーアー!                                         | 野口久男                  | Japan Animesong Collection Vol.32［アニソン・ジャパン］                   |
| ウィーアー!                                         | DANCEROID                 | ANIME HOUSE BEST MIX feat.DANCEROID                                       |
| ウィーアー!                                         | 向井成一郎                | animage2 アニメヒーリングシリーズ アニマージュ2 〜NEW ANIMATION SONGS〜   |
| ウィーアー!                                         | AAA                       | 777 〜TRIPLE SEVEN〜                                                      |
| ウィーアー!                                         | AAA                       | Wake up!                                                                  |
| ウィーアー!                                         | 新里宏太                  | HANDS UP!                                                                 |
| ウィーアー!                                         | i☆Ris                     | アニソンカバーミニアルバムカバ☆リス                                       |
| ウィーアー!                                         | HIKAKIN＆SEIKIN           | ONE PIECE MUUUSIC COVER ALBUM                                             |
| ウィーアー!                                         | ハロー、ハッピーワールド! | ゲーム『バンドリ! ガールズバンドパーティ!』                               |
| ウィーアー!                                         | Da-iCE                    | DREAMIN' ON【初回生産限定盤A】                                            |
| ウィーアー!                                         | Mary's Blood              | Re>Animator                                                               |
| ウィーアー!                                         | TRIX                      | CoverX                                                                    |
| ウィーアー!                                         | 美吉田月                  | Ska Flavor loves アニソン！                                               |